# Brewster Hopkinson Shaw
Brewster Hopkinson Shaw (* 16. Mai 1945 in Cass City, Michigan, USA) ist ein ehemaliger US-amerikanischer Astronaut.

## Ausbildung
Shaw machte seinen Schulabschluss auf der Cass City High School in Michigan 1963. Daraufhin studierte er Maschinenbau an der University of Wisconsin–Madison und schloss 1968 mit einem Bachelor ab und 1969 erwarb er einen Master ebendort mit brillanten Noten.

## US Air Force
Er trat 1969 in die US Air Force ein, nachdem er die Offiziersschule erfolgreich beendet hatte. Er flog daraufhin diverse Kampfeinsätze im Vietnamkrieg.
Später wurde er schnell zum Testpiloten ausgebildet und flog hauptsächlich dabei die Jagdflugzeuge F-100 und F-4.
Er absolvierte insgesamt über 5.000 Flugstunden in über 30 Strahlflugzeugen, 644 davon im Kampfeinsatz über Vietnam.

## NASA
1978 wurde er in die 8. Astronautengruppe der NASA gewählt und ein Jahr lang als Pilot ausgebildet.

### STS-9

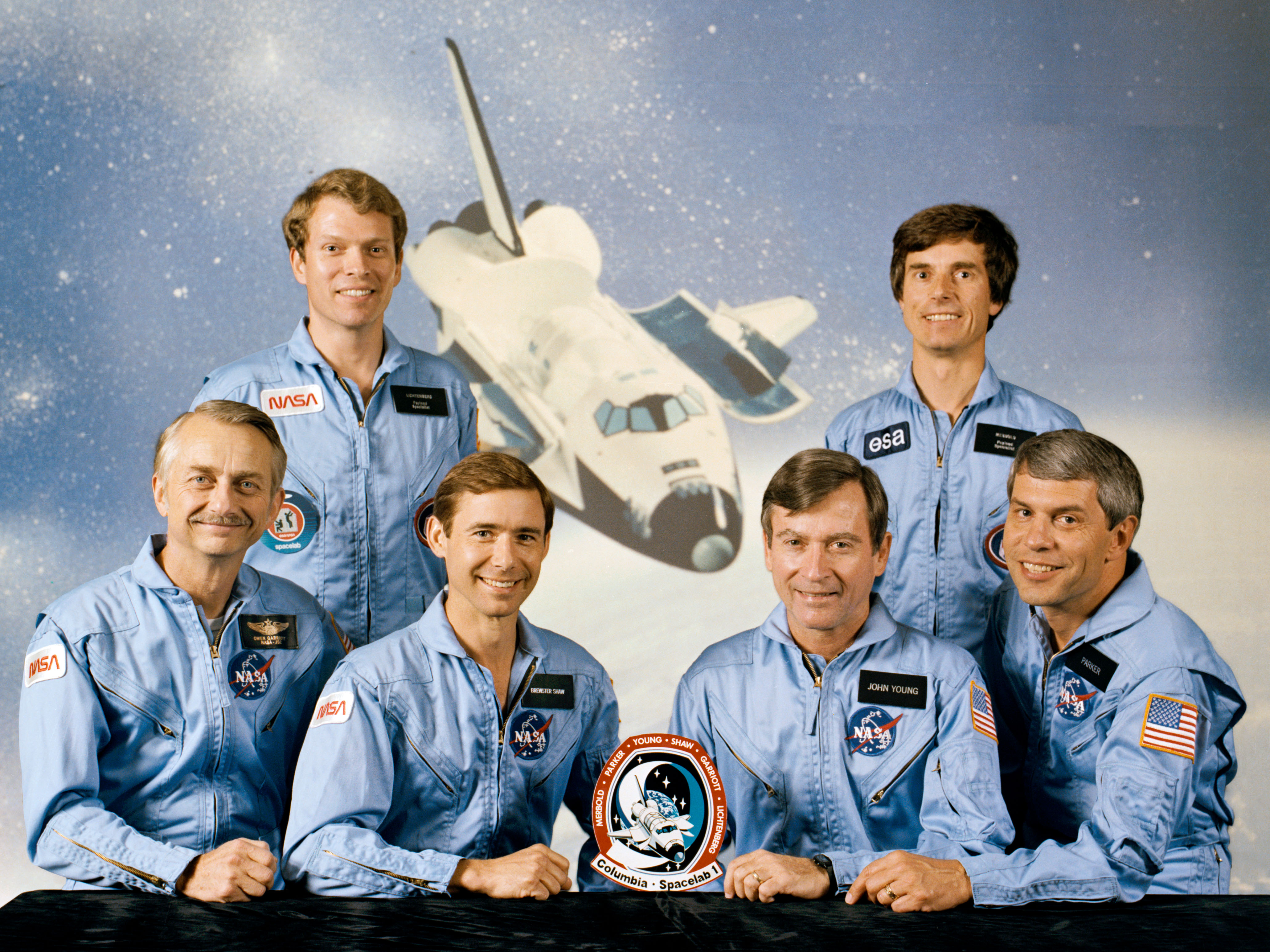
Besatzung von STS-9

Seinen ersten und längsten Weltraumeinsatz hatte Shaw als Pilot der Mission STS-9 vom 28. November bis 8. Dezember 1983 mit dem Space Shuttle Columbia, bei der zum ersten Mal das Weltraumlabor Spacelab mitgeführt wurde. Unter dem Kommando von Astronautenlegende John Young, der als erster Mensch bei dieser Mission zum sechsten Mal in den Weltraum flog, war es der erste Raumflug mit sechs Raumfahrern. Gleichzeitig war dies die erste NASA-Mission, bei der ein Nichtamerikaner, der Deutsche Ulf Merbold Mitglied der Besatzung war und auch seinen ersten Raumflug damit unternahm.
Der Flug war aus wissenschaftlicher Sicht ein voller Erfolg, denn durch die Mitführung des Spacelab konnten mehr Experimente erfolgreich durchgeführt werden als bei allen Apollo- und Skylab-Missionen zusammengenommen.

### STS-61-B
Bei dieser Mission wurde das zweite Mal die Atlantis für einen Flug ins All benutzt. Shaw war Kommandant dieser Mission, die es zur Hauptaufgabe hatte, drei Kommunikationssatelliten ins All zu befördern. Ferner wurden bei zwei Außenbordaktivitäten Konstruktionselemente im freien Raum zusammengebaut, um hierbei Erfahrungen für den Bau von Weltraumstationen zu sammeln.
An Bord befand sich zu seinem Jungfernflug der Astronaut Jerry Ross, der später als erster Mensch sieben Mal ins All geflogen ist.

### STS 61-N
Im Dezember 1985 wurde Shaw als Kommandant für die Mission STS-61-N des US-Verteidigungsministeriums eingeteilt. Als weitere Crewmitglieder waren Pilot Mike McCulley, die Missionsspezialisten James Adamson, David Leestma und Mark Brown sowie die Nutzlastspezialisten Frank Casserino (MSE) und Lawrence Skantze (DoD) vorgesehen. Dieser Flug sollte im September 1986 starten, wurde jedoch nach der Challenger-Katastrophe am 28. Januar 1986 abgesagt.

### STS-28
Diese Mission im August 1989 war die fünfte Mission nach der Challenger-Katastrophe im Januar 1986. Da die Mission militärischen Charakter hatte, ist bis heute nicht bekannt, welche Aktivitäten dabei ausgeführt wurden. Es wird vermutet, dass geheime Satelliten ausgesetzt wurden. Es war Shaws dritter und letzter Flug, hierbei war er wieder als Kommandant eingeteilt worden.

### Nach den Raumflügen
Shaw war zwischen den letzten Flügen auch Mitglied der Roger’s Presidential Commission, die das Unglück der Challenger untersuchen sollte.
Nach seinem letzten Flug wurde er stellvertretender Direktor für Space-Shuttle-Missionen im Kennedy Space Center. Daraufhin wurde er zum stellvertretenden Programm-Manager des Space-Shuttle-Programms ernannt und blieb vorerst in Florida.
Seinen letzten Arbeitsplatz bei der NASA hatte er bis 1996 im Kennedy Space Center als Direktor für Space-Shuttle-Missionen, in dieser Funktion unterstanden ihm alle Elemente des Shuttles inklusive des Tanks, der Booster und der Triebwerke.
1996 wechselte er nach 27 Jahren bei der Air Force und der NASA zu Rockwell, jedoch wurde Rockwell am Ende des gleichen Jahres von seinem Konkurrenten Boeing gekauft und somit wurde Shaw einer der Direktoren der Raumfahrtabteilung des Konzerns. Hierbei war er vor allem verantwortlich für die einzelnen Bauteile der ISS, an denen Boeing schon lange arbeitete.
Mitte 2003 wechselte er zur United Space Alliance und war dort verantwortlich für das Space-Shuttle-Programm und diverse andere Regularien.
2006 ging er wieder zu Boeing zurück und wurde Chef der Raumfahrtabteilung.
Am 26. August 2011 verabschiedete er sich in den Ruhestand. Zuletzt war er Vizepräsident und Generalmanager der Space Exploration Division bei Boeing.

## Zusammenfassung
| Nr. | Mission  | Funktion   | Flugdatum                       | Flugdauer   |
| --- | -------- | ---------- | ------------------------------- | ----------- |
| 1   | STS-9    | Pilot      | 28. November – 8. Dezember 1983 | 10d 07h 47m |
| 2   | STS-61-B | Kommandant | 27. November – 3. Dezember 1985 | 6d 21h 04m  |
| 3   | STS-28   | Kommandant | 8. August – 13. August 1989     | 5d 01h 00m  |

## Privat
Shaw ist einer der Mitgründer der Astronautenband Max Q. Er ist verheiratet und hat drei erwachsene Kinder.